# Manuel Bryennios
Manuel Bryennios, auch (latinisiert) Bryennius,  (* um 1260; † um 1320), war ein byzantinischer Astronom und Musikwissenschaftler in Konstantinopel. Er ist der Verfasser der umfangreichsten erhaltenen Schrift über byzantinisches Musikwissen.
Er ist bekannt durch sein einziges erhaltenes Werk, die Harmonika über Musiktheorie, verfasst um 1300. Es fand großes Interesse sowohl in Byzanz als auch in der Renaissance. Es gibt Handschriften aus dem 14. Jahrhundert (insgesamt 47 erhaltene Handschriften in der Zeit vor 1600 sind bekannt) und lateinische Ausgaben ab dem Ende des 15. Jahrhunderts (1497 von Gian Francesco Burana aus Verona (beauftragt von Gaffurius), 1555 von Antonio de Albertis). 
Die Harmonika, die drei Bücher umfasst, behandelt die antike griechische Musiktheorie, weniger die praktische Musikausübung. Sie stützt sich stark auf ältere musiktheoretische Schriften wie die von Aristeides Quintilianus, Nikomachos von Gerasa, Claudius Ptolemäus, Aristoxenos, Cleonides (dem Verfasser einer Einführung in die Harmonik), Theon von Smyrna,  Euklid und bringt Auszüge daraus, berücksichtigt aber auch neuplatonische Schriften zur musikalischen Numerologie. Er wollte, wie er schreibt, die antike Theorie vor der Vergessenheit bewahren. Sein Buch berücksichtigt mehr Quellen und ist unabhängiger als die etwas ältere ähnliche Schrift von Georgios Pachymeres (gest. um 1310). Das erste Buch folgt i. W. der Lehre von Aristoxenos und dessen Schule, das zweite bringt die neo-pythagoräische Theorie und schließt wie sein Vorgänger Pachymeres mit einem Vergleich der Einteilung der Tetrachorde. Das dritte Buch vereinigt pythagoräische Schule und die von Aristoxenos und gipfelt in einer Theorie melodischer Konstruktion. Es schließt wie auch die Abhandlung von Pachymeres mit einem Zitat aus der Harmonik von Aristoxenos über den Vergleich der Methoden von Musikwissenschaft und Mathematik. In einem Abschnitt vergleicht er die Moden (Echoi) der zeitgenössischen geistlichen byzantinischen Musik und vergleicht sie mit antiken Transpositions-Skalen.
Er war der Lehrer des Staatsmanns Theodoros Metochites (1270–1332), den er in Astronomie, Mathematik und eventuell in Musiktheorie unterrichtete (es gibt ein didaktisches Gedicht von Theodoros Metochites dazu). Bruchstücke seiner Lehre in Astronomie und Mathematik sind in einem Brief an den Mönch Maximus Planudes (um 1260 bis um 1310) erhalten und in Kommentaren zum Almagest von Ptolemäus.

## Schriften
- Goverdus Henricus Jonker (Hrsg.): The Harmonics of Manuel Bryennius, Wolters-Noordhoff 1970 (mit englischer Übersetzung)

Der Mathematiker John Wallis veröffentlichte eine lateinische Übersetzung seiner Harmonika (abgedruckt in seinen Opera Mathematica, Band 3, 1699, S. 357–508). Damals war Wallis an einer zeitgenössischen Diskussion über Musiktheorie beteiligt und übersetzte auch andere griechische musiktheoretische Texte (Porphyrios, Claudius Ptolemäus). Zuvor hatte M. Meibom seine ursprüngliche Absicht, Bryennios in seine Ausgabe antiker griechischer Autoren zur Musik aufzunehmen (Antiquae Musicae Auctores septem, Amsterdam 1652), nicht ausgeführt.